# جگن پهن‌برگ
کارکس سیدرستیکتا (نام علمی: Carex siderosticta) نام یک گونه از سرده جگن است.